# Джін Меєр
Джін Меєр (англ. Gene Mayer; нар. 11 квітня 1956) — колишній американський тенісист.
Найвищу одиночну позицію світового рейтингу — 4 місце досяг 6 жовтня, 1980, парну — 5 місце — 9 липня, 1979 року.
Здобув 14 одиночних та 15 парних титулів.
Перемагав на турнірах Великого шолома в парному розряді.
Завершив кар'єру 1986 року.

## Фінали за кар'єру

### Одиночний розряд: 26 (14–12)
| Результат | W/L | Дата | Турнір                        | Покриття   | Суперник        | Рахунок            |
| --------- | --- | ---- | ----------------------------- | ---------- | --------------- | ------------------ |
| Поразка   | 1.  | 1976 | Гамільтон, Бермудські Острови | Ґрунт      | Кліфф Річі      | 6–7, 2–6           |
| Перемога  | 1.  | 1978 | Гвадалахара, Мексика          | Ґрунт      | Джон Ньюкомб    | 6–3, 6–4           |
| Поразка   | 2.  | 1979 | Х'юстон, США                  | Ґрунт      | Хосе Їгерас     | 3–6, 6–2, 6–7      |
| Перемога  | 2.  | 1979 | Кельн, Німеччина              | Тверде (i) | Войцех Фібак    | 6–3, 3–6, 6–1      |
| Поразка   | 3.  | 1979 | Стокгольм, Швеція             | Тверде (i) | Джон Макінрой   | 7–6, 3–6, 3–6      |
| Перемога  | 3.  | 1980 | Денвер, США                   | Килим      | Віктор Амая     | 6–2, 6–2           |
| Поразка   | 4.  | 1980 | Роттердам, Нідерланди         | Килим      | Гайнц Ґюнтгардт | 2–6, 4–6           |
| Перемога  | 4.  | 1980 | Мец, Франція                  | Килим      | Джанні Оклеппо  | 6–3, 6–3, 6–0      |
| Перемога  | 5.  | 1980 | Лос-Анджелес                  | Тверде     | Браян Тічер     | 6–3, 6–2           |
| Поразка   | 5.  | 1980 | Бостон, США                   | Ґрунт      | Едді Діббс      | 2–6, 1–6           |
| Перемога  | 6.  | 1980 | Клівленд, США                 | Тверде     | Віктор Амая     | 6–2, 6–1           |
| Перемога  | 7.  | 1980 | Сан-Франциско, США            | Килим      | Еліот Телчер    | 6–2, 2–6, 6–1      |
| Поразка   | 6.  | 1980 | Вемблі, Велика Британія       | Килим      | Джон Макінрой   | 4–6, 3–6, 3–6      |
| Перемога  | 8.  | 1981 | Мемфіс, США                   | Килим      | Роско Теннер    | 6–2, 6–4           |
| Перемога  | 9.  | 1981 | Денвер, США                   | Килим      | Джон Седрі      | 6–4, 6–4           |
| Поразка   | 7.  | 1981 | Роттердам, Нідерланди         | Тверде (i) | Джиммі Коннорс  | 1–6, 6–2, 2–6      |
| Перемога  | 10. | 1981 | Клівленд, США                 | Тверде     | Дейв Сіглер     | 6–1, 6–4           |
| Перемога  | 11. | 1981 | Стокгольм, Швеція             | Тверде (i) | Сенді Меєр      | 6–4, 6–2           |
| Поразка   | 8.  | 1982 | Лас-Вегас, США                | Тверде     | Джиммі Коннорс  | 2–5, знялася       |
| Перемога  | 12. | 1982 | Мюнхен, Німеччина             | Ґрунт      | Петер Ельтер    | 3–6, 6–3, 6–2, 6–1 |
| Поразка   | 9.  | 1982 | Сідней, Австралія             | Тверде (i) | Джон Макінрой   | 4–6, 1–6, 4–6      |
| Поразка   | 10. | 1983 | Мемфіс, США                   | Килим      | Джиммі Коннорс  | 5–7, 0–6           |
| Перемога  | 13. | 1983 | Роттердам, Нідерланди         | Тверде (i) | Гільєрмо Вілас  | 6–1, 7–6           |
| Перемога  | 14. | 1983 | Лос-Анджелес                  | Тверде     | Йохан Крік      | 7–6, 6–1           |
| Поразка   | 11. | 1984 | Мюнхен, Німеччина             | Ґрунт      | Лібор Пімек     | 4–6, 6–4, 6–7, 4–6 |
| Поразка   | 12. | 1984 | Stuttgart Outdoor, Німеччина  | Ґрунт      | Анрі Леконт     | 6–7, 0–6, 6–1, 1–6 |

### Парний розряд: 24 (15–9)
| Результат | W/L | Дата | Турнір                             | Покриття   | Партнер          | Суперники                        | Рахунок       |
| --------- | --- | ---- | ---------------------------------- | ---------- | ---------------- | -------------------------------- | ------------- |
| Поразка   | 1.  | 1976 | La Costa, США                      | Тверде     | Пітер Флемінг    | Марті Ріссен Роско Теннер        | 6–7, 6–7      |
| Поразка   | 2.  | 1976 | Charlotte WCT, США                 | Килим      | Вітас Ґерулайтіс | Джон Ньюкомб Тоні Роч            | 3–6, 5–7      |
| Поразка   | 3.  | 1977 | Колумбус, США                      | Ґрунт      | Пітер Флемінґ    | Роберт Лутц Стен Сміт            | 6–4, 5–7, 2–6 |
| Перемога  | 1.  | 1978 | Мехіко, Мексика                    | Тверде     | Саші Менон       | Марсельйо Лара Рауль Рамірес     | 6–3, 7–6      |
| Перемога  | 2.  | 1978 | Маямі, Флорида, США                | Килим      | Том Галліксон    | Боб Кармайкл Браян Тічер         | 7–6, 6–3      |
| Поразка   | 4.  | 1978 | Гвадалахара, Мексика               | Ґрунт      | Саші Менон       | Сенді Меєр Шервуд Стюарт         | 6–4, 6–7, 3–6 |
| Перемога  | 3.  | 1978 | Сан-Хосе (Каліфорнія), США         | Килим      | Сенді Меєр       | Генк Пфістер Бред Роув           | 6–3, 6–4      |
| Перемога  | 4.  | 1978 | Відкритий чемпіонат Франції, Париж | Ґрунт      | Генк Пфістер     | Мануель Орантес Хосе Їгерас      | 6–3, 6–2, 6–2 |
| Перемога  | 5.  | 1978 | Мастерс Цинциннаті, США            | Ґрунт      | Рауль Рамірес    | Ісмаїл Ель-Шафей Браян Феерлі    | 6–3, 6–3      |
| Перемога  | 6.  | 1978 | Індіанаполіс, Індіана, США         | Ґрунт      | Генк Пфістер     | Джефф Боров'як Кріс Льюїс        | 6–3, 6–1      |
| Перемога  | 7.  | 1979 | Indian Wells Open, США             | Тверде     | Сенді Меєр       | Кліфф Дрісдейл Брюс Менсон       | 6–4, 7–6      |
| Перемога  | 8.  | 1979 | Х'юстон, США                       | Ґрунт      | Шервуд Стюарт    | Джон Александер Джефф Мастерз    | 6–1, 5–7, 6–4 |
| Перемога  | 9.  | 1979 | Відкритий чемпіонат Франції, Париж | Ґрунт      | Сенді Меєр       | Росс Кейс Філ Дент               | 6–4, 6–4, 6–4 |
| Поразка   | 5.  | 1979 | Forest Hills WCT, США              | Ґрунт      | Сенді Меєр       | Пітер Флемінг Джон Макінрой      | 7–6, 6–7, 3–6 |
| Перемога  | 10. | 1979 | Індіанаполіс, Індіана, США         | Ґрунт      | Джон Макінрой    | Ян Кодеш Томаш Шмід              | 6–4, 7–6      |
| Перемога  | 11. | 1979 | Кельн, Німеччина                   | Тверде (i) | Стен Сміт        | Гайнц Ґюнтгардт Павел Сложил     | 6–3, 6–4      |
| Перемога  | 12. | 1980 | Мец, Франція                       | Килим      | Колін Діблі      | Кріс Ділейні Кім Ворвік          | 7–6, 7–5      |
| Поразка   | 6.  | 1980 | Лас-Вегас, США                     | Тверде     | Войцех Фібак     | Роберт Луц Стен Сміт             | 2–6, 5–7      |
| Перемога  | 13. | 1980 | Флоренція                          | Ґрунт      | Рауль Рамірес    | Паоло Бертолуччі Адріано Панатта | 6–1, 6–4      |
| Перемога  | 14. | 1980 | Бостон, США                        | Ґрунт      | Сенді Меєр       | Ганс Гільдемайстер Андрес Гомес  | 1–6, 6–4, 6–4 |
| Поразка   | 7.  | 1980 | Washington Open, США               | Ґрунт      | Сенді Меєр       | Ганс Гільдемайстер Андрес Гомес  | 4–6, 5–7      |
| Поразка   | 8.  | 1980 | Сан-Франциско, США                 | Килим      | Сенді Меєр       | Пітер Флемінґ Джон Макінрой      | 1–6, 4–6      |
| Перемога  | 15. | 1981 | Мемфіс, США                        | Килим      | Сенді Меєр       | Майк Кейгілл Том Галліксон       | 7–6, 6–7, 7–6 |
| Поразка   | 9.  | 1981 | Роттердам, Нідерланди              | Тверде (i) | Сенді Меєр       | Фріц Бунінг Ферді Тейган         | 6–7, 6–1, 4–6 |